# Wu Daozi

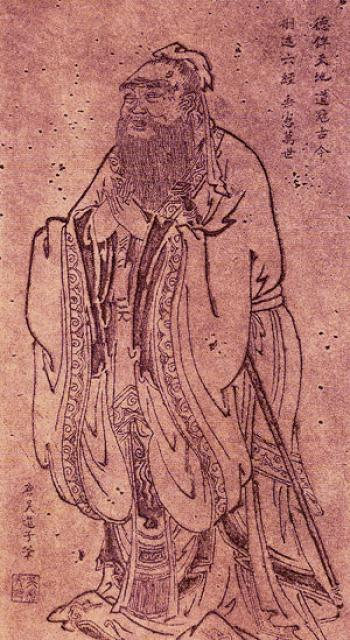
“Retrat de Confuci de Wu Daozi.

Wu Daozi (xinès simplificat: 吴道子; xinès tradicional: 吳道子; pinyin: Wú Dàozǐ) fou un pintor que va viure durant la dinastia Tang; nascut el 680 i mort cap al 760. Era originari de Yangdi, província de Henan.
Se'l considera un dels grans mestres de la pintura xinesa. Va viatjar molt realitzant murals en temples budistes i taoistes. També va dibuixar paisatges, animals, flors. Lamentablement, la major part dels seus treballs murals no s'han conservat. Es coneixen les seves obres per còpies posteriors o per talles en pedra.

## Llegenda
Marguerite Yourcenar la recull en una de les seves “Nouvelles orientales” (“Comment Wang-Fô fut sauvé.”): l'emperador Xuanzong va encarregar a Wu Daozi la realització d'un mural en el seu palau en el qual està repreasentatua vall amb fauna i flora. En un costat d'una muntanya havia pintat una porta que quan va obrir-la i tancar-la, després de traspassar-la, va desaparèixer per sempre.